# Меріон (округ, Теннессі)
Шаблон:StateAbbr_ 35°08′ пн. ш. 85°37′ зх. д. / 35.13° пн. ш. 85.61° зх. д.
Округ  Меріон (англ. Marion County) — округ (графство) у штаті  Теннессі, США. Ідентифікатор округу 47115.

## Історія
Округ утворений 1817 року.

## Демографія
За даними перепису 2000 року загальне населення округу становило 27776 осіб, зокрема міського населення було 5707, а сільського — 22069. Серед мешканців округу чоловіків було 13594, а жінок — 14182. В окрузі було 11037 домогосподарств, 8131 родин, які мешкали в 12140 будинках. Середній розмір родини становив 2,93.
Віковий розподіл населення поданий у таблиці:
| Стать    | До 15 років | 15-21 | 22-29 | 30-39 | 40-49 | 50-65 | 65-85 | Понад 85 |
| -------- | ----------- | ----- | ----- | ----- | ----- | ----- | ----- | -------- |
| Чоловіки | 2848        | 1338  | 1363  | 1914  | 2118  | 2570  | 1343  | 100      |
| Жінки    | 2603        | 1200  | 1421  | 1969  | 2226  | 2620  | 1896  | 247      |

## Суміжні округи
- Ґранді — північ
- Секвачі — північний схід
- Гамільтон — схід
- Дейд, Джорджія — південний схід
- Джексон, Алабама — південний захід
- Франклін — захід

## Виноски
1. ↑  U.S. Decennial Census. United States Census Bureau. Архів оригіналу за 12 травня 2015. Процитовано 9 квітня 2015.
2. ↑  Historical Census Browser. University of Virginia Library. Архів оригіналу за 11 серпня 2012. Процитовано 9 квітня 2015.
3. ↑  Forstall, Richard L., ред. (27 березня 1995). Population of Counties by Decennial Census: 1900 to 1990. United States Census Bureau. Архів оригіналу за 21 лютого 2015. Процитовано 9 квітня 2015.
4. ↑  Census 2000 PHC-T-4. Ranking Tables for Counties: 1990 and 2000 (PDF). United States Census Bureau. 2 квітня 2001. Архів оригіналу (PDF) за 18 грудня 2014. Процитовано 9 квітня 2015.
5. ↑  State & County QuickFacts. United States Census Bureau. Архів оригіналу за 5 липня 2011. Процитовано 6 грудня 2013.(англ.) Наведено за англійською вікіпедією.
6. ↑  American FactFinder. Бюро перепису населення США. Архів оригіналу за 26 лютого 2012. Процитовано 31 січня 2008.

| США | Це незавершена стаття з географії США. Ви можете допомогти проєкту, виправивши або дописавши її. |